# Гамма (затмения)

Иллюстрация параметра гамма: конус лунной тени проходит в 0,75 от центра Земли. Так как он проходит севернее центра, гамма больше нуля.

Гамма (γ) для солнечного или лунного затмения — параметр, который описывает, насколько центральным является затмение. Для солнечных и лунных затмений этот показатель рассчитывается по-разному.

## Гамма солнечного затмения
Для солнечного затмения гамма равна минимальному расстоянию от оси конуса лунной тени до центра Земли, делённому на экваториальный радиус Земли. В случае, если ось тени конуса проходит севернее центра Земли, гамма положительна, а если южнее — отрицательна. Если ось тени конуса проходит через центр Земли, то гамма равна нулю.
Абсолютное значение гамма {\displaystyle |\gamma |} позволяет определить тип затмения:
- Если {\displaystyle |\gamma |<0{,}9972}, то затмение является центральным: ось конуса тени Луны пересекает поверхность Земли, следовательно, в некоторой точке Земли затмение может наблюдаться как полное или кольцеобразное. Если бы Земля была сферической, то требовалось бы {\displaystyle |\gamma |<1}, однако, полярный радиус меньше экваториального, поэтому ограничение более строго.
- Если {\displaystyle 0{,}9972<|\gamma |<1{,}0260}, то затмение не является центральным, однако, в некоторых случаях затмение может быть полным или кольцеобразным — пересечение конуса лунной тени и поверхности Земли всё ещё возможно. Если же такого не случается, то затмение является частным.
- Если {\displaystyle 1{,}0260<|\gamma |<1{,}5433+u}, то с Земли видно только частное затмение. Величина {\displaystyle u} зависит от положения Луны на орбите и варьируется в диапазоне ±0,02.
- Если {\displaystyle |\gamma |>1{,}5433+u}, то затмения, даже частного, не происходит.

## Гамма лунного затмения
Для лунного затмения гамма определяется аналогичным образом. Она равна минимальному расстоянию от центра Луны до оси конуса земной тени, делённому на экваториальный радиус Земли. Гамма положительна, если Луна проходит севернее центра земной тени, и отрицательна, если южнее.
Тип лунного затмения зависит от гаммы, как и тип солнечного. Величина полутеневой фазы рассчитывается по следующей формуле:
{\displaystyle P_{p}={\frac {1{,}5573+u-|\gamma |}{0{,}5450}}}
Величина теневой:
{\displaystyle P_{u}={\frac {1{,}0128-u-|\gamma |}{0{,}5450}}}
Если отрицательна только теневая фаза, то затмение происходит без касания Луной земной тени. Если же обе фазы отрицательны, то затмения не происходит вообще. Так как абсолютное значение {\displaystyle u} не превосходит 0,02, для грубых расчётов этой величиной можно пренебречь.

## Связь с саросом
Затмения, повторяющиеся с периодом в сарос, происходят в похожих конфигурациях, но от одного затмения к другому гамма немного, но монотонно меняется. Если затмения происходят в нисходящем узле, то гамма увеличивается, а если в восходящем — уменьшается.